# Janua ceylonica
Janua ceylonica är en ringmaskart som först beskrevs av Pillai 1960.  Janua ceylonica ingår i släktet Janua och familjen Serpulidae. Inga underarter finns listade i Catalogue of Life.